# Jean-Pierre Fontenay
Jean-Pierre Fontenay (* 24. Juni 1957) ist ein ehemaliger französischer Rallye-Raid-Fahrer, Mitorganisator der Rallye Dakar und Gewinner der Rallye Dakar 1998.

## Karriere
Fontenay begann seine Motorsportkarriere 1982 mit Cross-Country-Rallyes. Im Jahr 1994 gewann er den FIA Marathon Cup. Fontenay ist 15-facher Teilnehmer der Rallye Dakar in der Klasse der Autos und fuhr seit 1989 in der Werksmannschaft von Mitsubishi auf Mitsubishi Pajero Evolution. Im Jahr 1998 gewann er die Gesamtwertung in seiner Klasse. Seine letzte Rallye war die Rallye Dakar 2003, nach der er seine Motorsportkarriere beendete und fortan in der Organisation der Rallye Dakar tätig wurde.

## Sportliche Erfolge (Auszug)
- 1991: 3. Platz bei der Rallye Dakar 1991 auf Mitsubishi Pajero Evolution
- 1993: 3. Platz beim FIA Marathonrallye Worldcup auf Mitsubishi Pajero Evolution
- 1993: 2. Platz bei der Rallye Tunesien auf Mitsubishi Pajero Evolution
- 1993: 1. Platz bei der Italian Baja auf Mitsubishi Pajero Evolution
- 1994: Gewinner des FIA Marathon Cup
- 1995: 1. Platz bei der Rallye Paris–Moskau–Peking auf Mitsubishi Pajero Evolution
- 1996: 3. Platz bei der Rallye Dakar 1996 auf Mitsubishi Pajero Evolution
- 1997: 2. Platz bei der Rallye Dakar 1997 auf Mitsubishi Pajero Evolution
- 1998: 1. Platz bei der Rallye Dakar 1998 auf Mitsubishi Pajero Evolution
- 1998: 1. Platz bei der Abu Dhabi Desert Challenge auf Mitsubishi Pajero Evolution
- 1998: 3. Platz beim FIA Marathonrallye Worldcup auf Mitsubishi Pajero Evolution
- 2000: 3. Platz bei der Rallye Dakar 2000 auf Mitsubishi Pajero Evolution
- 2000: 3. Platz bei der Rallye du Maroc auf Mitsubishi Pajero Evolution
- 2002: 2. Platz bei der Italian Baja auf Mitsubishi Pajero Evolution
- 2002: 2. Platz bei der Abu Dhabi Desert Challenge auf Mitsubishi Pajero Evolution
- 2003: 3. Platz bei der Rallye Dakar 2003 auf Mitsubishi Pajero Evolution